# 유행가가 되리
《유행가가 되리》는 KBS 2TV에서 2005년 3월 6일에 방영된 한국방송 78주년 특집 드라마로, 속절 없는 중년부부의 인생, 그들의 유치찬란한 유행가 같은 일상 이야기다.

## 줄거리
청춘을 소진하고 어느새 쓸쓸한 인생의 뒤안길에 오른 두 중년부부가 각각 젊은 남녀를 만나면서 새로운 삶에 대한 희망을 품게 되는 이야기다.

## 등장 인물
- 박근형 : 정수근 역

숙영의 남편. 광고사 국장. 정년퇴직을 한달 앞두고 본인은 쓸모없는 인간이 되는 것만 같아 착잡하기만 하다. 나이는 먹고, 기운도 빠지고, 입맛도 없고 모든 게 시들하다.
- 윤여정 : 오숙영 역

수근의 아내. 세월이 흘러가면 갈수록 겉은 화려해지는데 속은 자꾸 썩어 문드러지는 느낌이다. 두 번의 바람을 피운 남편을 용서할 수 없다. 지금까지 아침저녁 얼굴만 잠깐씩 보면 끝이었는데 한달 후면 낮이고 밤이고 보게 생겼다.
- 연규진 : 김종열 역

수근의 대학동창. 자수성가한 남자. 고집스럽고 말없고 일중독에 자린고비다.
- 박원숙 : 박진영 역

종열의 아내이며, 숙영과는 친구다. 조용하고 지혜로워 보이며 늘 편안한 인상이다. 친구들이 걱정을 해도 늘 웃음띠고 있지만 그것은 어디까지나 포장일 뿐 그녀의 속은 썩을 대로 썩었다.
- 예원(임예원) : 정여명 역

정수근과 오숙영의 장녀. 대학졸업 후 집을 나와 오피스텔에서 살고 있으며, 잘나가는 인물 사진작가다.
- 이병용 : 정시명 역

정수근과 오숙영의 장남. 고시 합격 후 연수원 생활을 하고 있다. 부모를 존경하지만 같이 살고 싶어 하진 않으며, 세상에서 가장 소중한 존재는 아내인 선미 뿐이다.
- 조은애 : 이선미 역

시명의 아내이며, 중학교 교사다. 싹싹하고 예의 바르며 단정하고 시부모를 좋아하고 남편을 사랑한다.
- 정소영 : 유써니 역

정수근의 애인(?). 지금껏 많은 남자들을 만나왔으며, 착각의 도가 지나친 수근을 만나는 게 그래도 재밌다.
- 칸(류태준) : 이선우 역

자동차 정비소 정비공. 얼굴도 몸도 준수한 그는 오숙영의 정신을 온통 뒤흔들어 놓는다.
- 김광규
- 황범식

## 참고 사항
- 연규진 (김종열 역)과 담당 연출자 김철규 PD는 KBS 2TV 좋은 남자 좋은 여자에서 연기자(연규진)-조연출자(김철규)로 호흡을 맞췄는데 박근형 (정수근 역)은 김철규 PD가 조연출로 참여한 KBS 2TV 딸부잣집 담당 PD(이응진)가 조연출로 참여했던 드라마 중의 하나인 KBS 2TV 미망인 남자 주인공 캐스팅 물망[2]에 거론됐으나 불미스러운 일로 좌절됐다.

## 수상
- 2005년 제11회 상하이 국제TV페스티벌 - TV드라마부문 매그놀리아 대상(Magnolia Award Best TV Film), 최우수 극본상(Best Screenplay)
- 2005년 KBS 연기대상 남자 특집 단막극상 박근형
- 2005년 KBS 연기대상 여자 특집 단막극상 윤여정